# عبد الحكيم سرار
عبد الحكيم سرار هو لاعب نادي وفاق سطيف سابقا ودولي جزائري سابق وكان يلعب في مركز الدفاع، وهو من مواليد مدينة سطيف يوم 24 أبريل 1961.
لاعب وفاق سطيف في فترة الثمانينات في مركز قلب الدفاع و المتوج معه بلقب البطولة الوطنية كلاعب سنة 1987ولقب كأس إفريقيا للأندية البطلة عام 1988و الكأس الأفرو آسيوية للأندية سنة 1989و كذا كأس الجمهورية 1989تحت إشراف المدرب مختار العريبي.
مثل الجزائر في 12 مباراة دولية وسجل هدفين، وشارك في كأس الأمم الأفريقية لكرة القدم 1990 والتي أقيمت بالجزائر وفازت بها.
و هو رئيس نادي وفاق سطيف الحالي. وهو يشغل هذا المنصب منذ 2003.
حاز مع وفاق سطيف بطولات محلية وعربية ومند توليه زمام الامور في وفاق سطيف شهد الوفاق قفزة نوعية ونجاحات ممتازة جعلته يحضى بحب الجماهير السطايفية وثقتهم رغم المشاكل التي تحدث أو تطفو أحيانا على هذا النادي العريق.

## وصلات خارجية
- عبد الحكيم سرار على موقع قاعدة بيانات كرة القدم.إي يو (الإنجليزية)
- عبد الحكيم سرار على موقع ناشيونال فوتبول تيمز (الإنجليزية)